# Grace i niezwykłe pojazdy
Grace i niezwykłe pojazdy (ang. Grace’s Amazing Machines, 2019) – brytyjski program dla dzieci prowadzony przez Grace Webb. W Polsce program emituje stacja CBeebies począwszy od 17 lutego 2020 roku.
Poprzednikiem programu jest Catie i niezwykłe pojazdy prowadzony przez Catie Munnings, jednak ta odmówiła dalszego prowadzenia programu. Wymusiło to zmianę nazwy jego drugiej serii.

## Opis
Grace, pasjonatka motoryzacji, przejmuje stery i zaprasza młodych widzów na program, w którym zobaczą największe, najszybsze oraz najbardziej zadziwiające pojazdy z całego świata.

## Wersja polska
Wersja polska: Studio Sonica
Reżyseria i kierownictwo produkcji: Agnieszka Kudelska
Dialogi polskie: Ewa Piwowarska
Dźwięk i montaż: Karol Piwowarski
W roli Grace: Marta Dobecka
Piosenkę śpiewał: Adam Krylik
Lektor tyłówki: Marta Dobecka